# Enzo Affaticati
Enzo Affaticati (1998) è un giocatore di football americano e calciatore argentino naturalizzato italiano che gioca come defensive back per i Pirates Savona.